# Mihail Alekszandrovics Vrubel
Mihail Alekszandrovics Vrubel (oroszul: Михаил Александрович Врубель; Omszk, 1856. március 17. — Szentpétervár, 1910. április 14.) orosz festő, grafikus, keramikus és díszítő művész (mai szóhasználattal élve belsőépítész). Az orosz szimbolizmus és szecesszió sajátos képviselője.

## Életpályája
Felsőfokú tanulmányokat a szentpétervári egyetemen folytatott jogtudományi szakon, a jog elvégzése után 1880-ban beiratkozott a Cári Művészeti Akadémiára, itt 1884-ben végzett, s Kijevben megbízást kapott 12. századi templomi freskók helyreállítására. A középkori vallásos freskók tanulmányozása céljából Velencébe utazott, 1886-ban tért vissza, s eleget tett freskófestési megbízásainak. Közben Lermontov Démon című művének illusztrálása foglalkoztatta, ebből született 1890-ben Ülő Démon a kertben című allegorikus alkotása, amelyet a műkritikusok vegyes érzelmekkel fogadtak, voltak, akik nagyon dicsérték, de voltak olyanok is, akiknek nem tetszett. Mindenesetre e műtől számítva Vrubel ismert alkotó lett.
1890-ben Moszkvába költözött, több palota dekoratív díszítését végezte. A festés mellett kerámiával, majolikával, üveggel is dolgozott, sőt színházak számára kosztümöket és díszleteket is tervezett. 1896-ban színésznőt vett feleségül, aki 1900-ban játszott Nyikolaj Andrejevics Rimszkij-Korszakov: Mese Szaltán cárról című operájában, mint hattyúhercegnő. E szerep ihlette Vrubel Hattyúhercegnő című festményét.
Az 1900-as években látása egyre romlott, mentális betegség támadta meg, festéssel próbált küzdeni a betegség démonjai ellen, démon-sorozatában igen kiváló alkotások találhatók, köztük a Lilák című 1900-ból.

## Emlékezete
Emlékbélyegeket adtak ki tiszteletére önarcképeivel és a Hattyúhercegnő reprodukciójával 1991-ben és 2006-ban. Legtöbb művét az Állami Tretyjakov Galéria és a szentpétervári Orosz Múzeum őrzi.

## Galéria

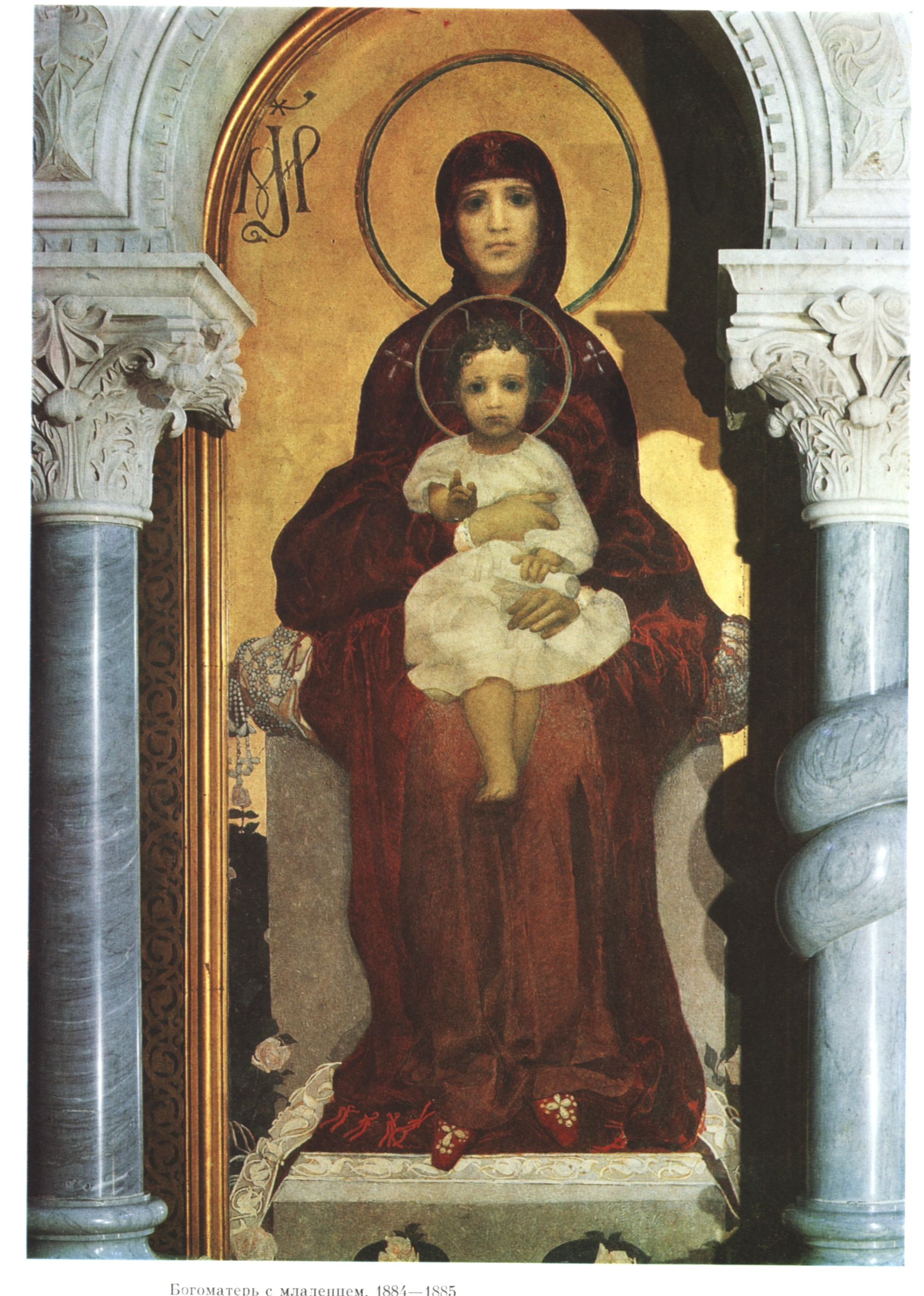
Istenanya a gyermekkel (Kijev, Szent Cirill és Atanáz-templom, 1884)
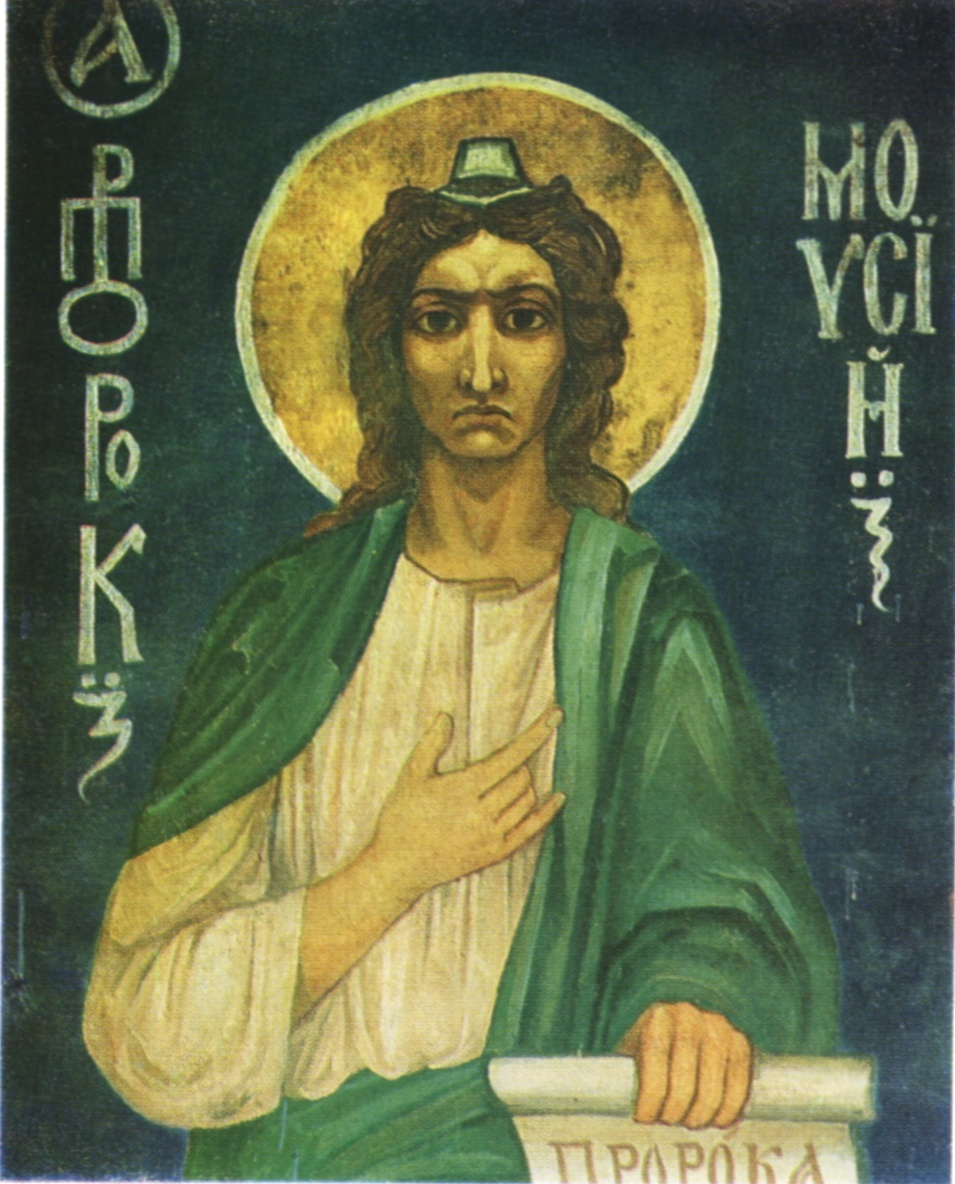
Mózes ikonja (Kijev, Szent Cirill és Atanáz-templom, 1884)
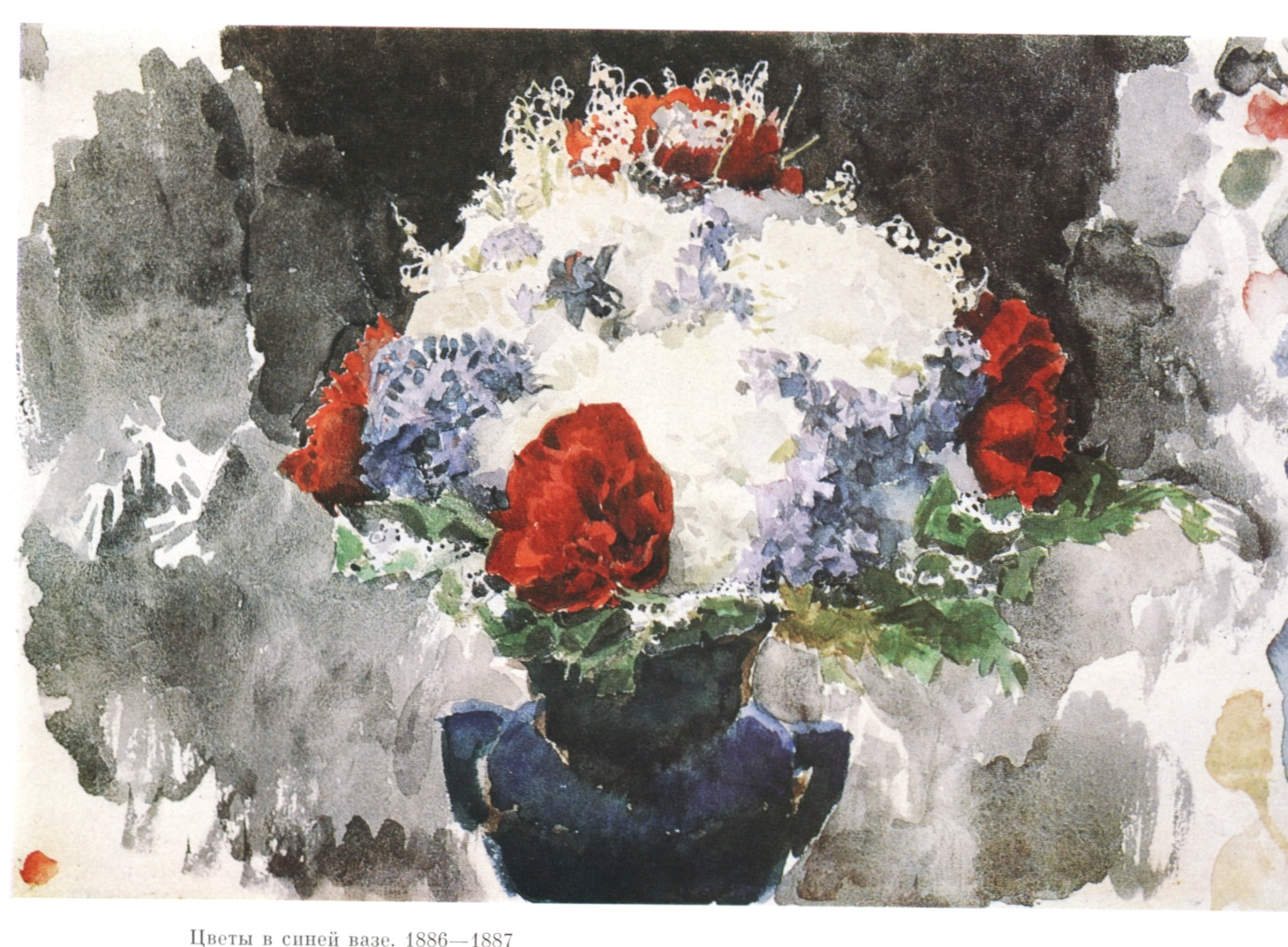
Virág vázában (akvarell, 1887)
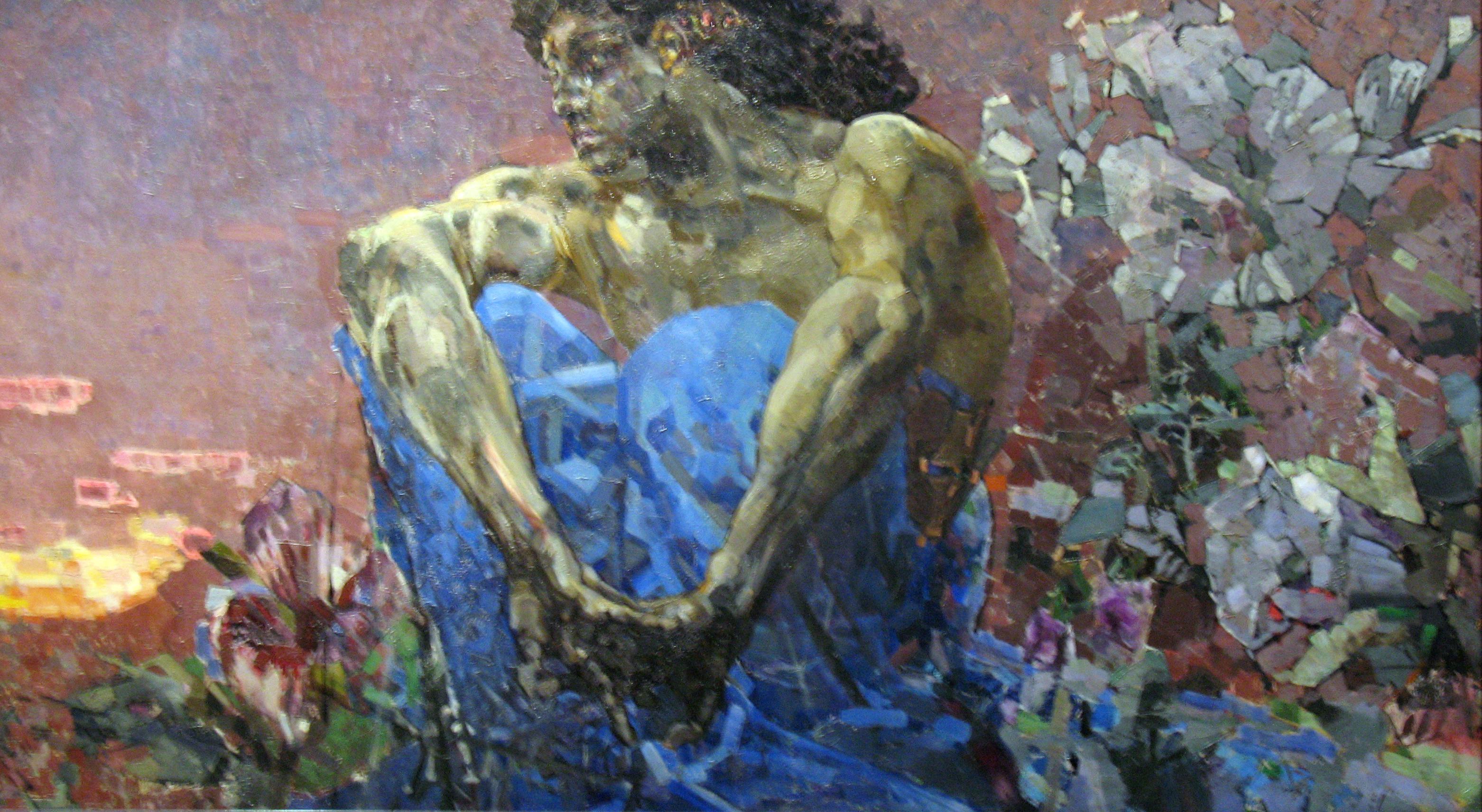
Démon (1890)
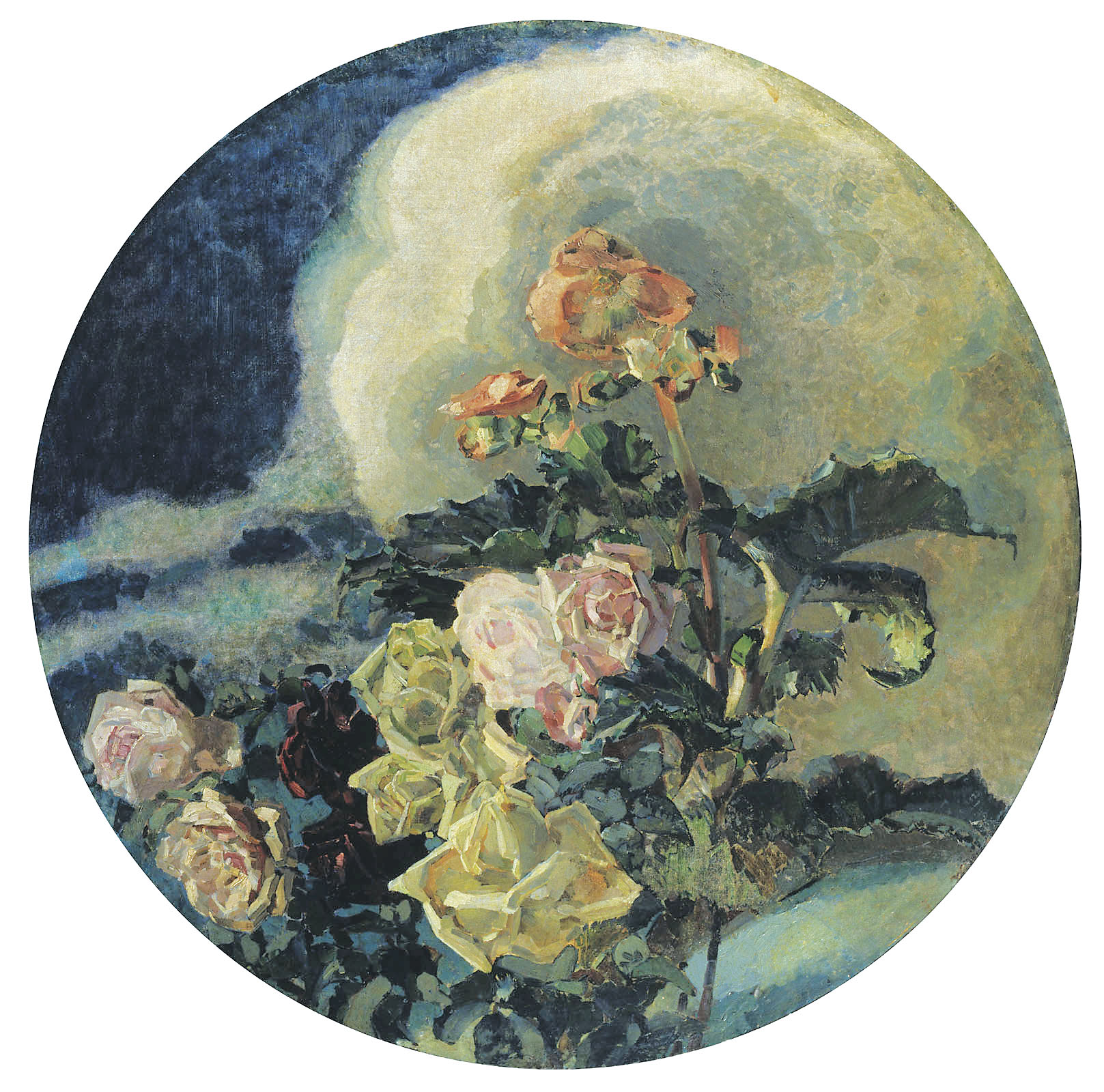
Sárga rózsák (1894)
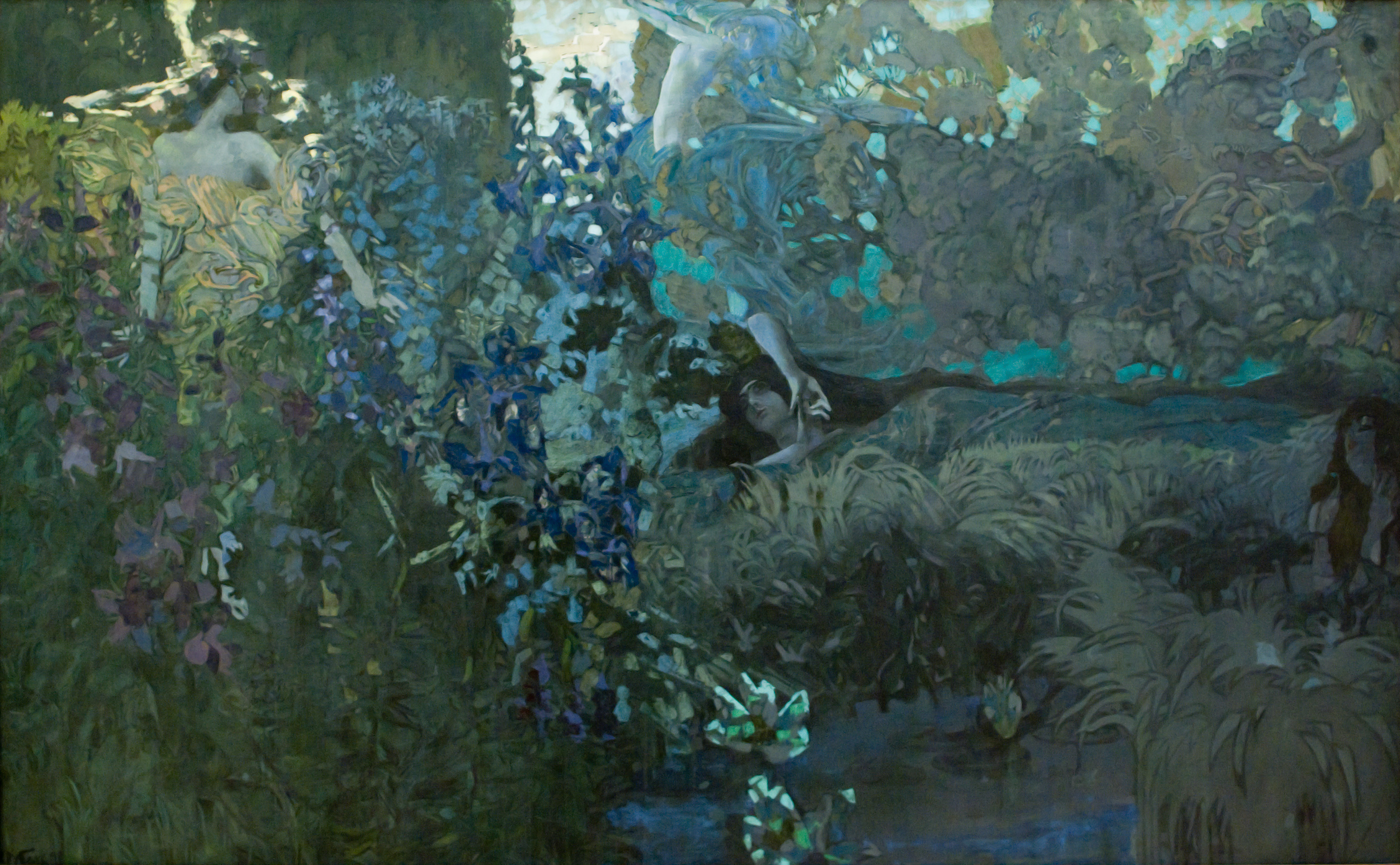
Reggel (1897)
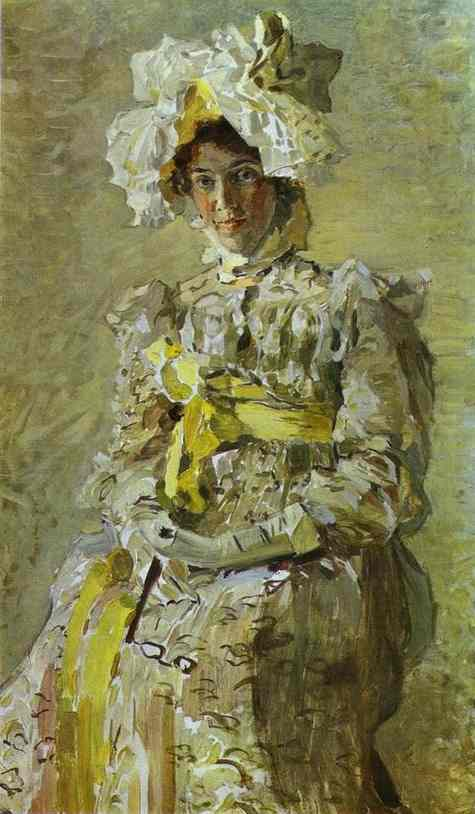
A művész felesége sárgában (1898)
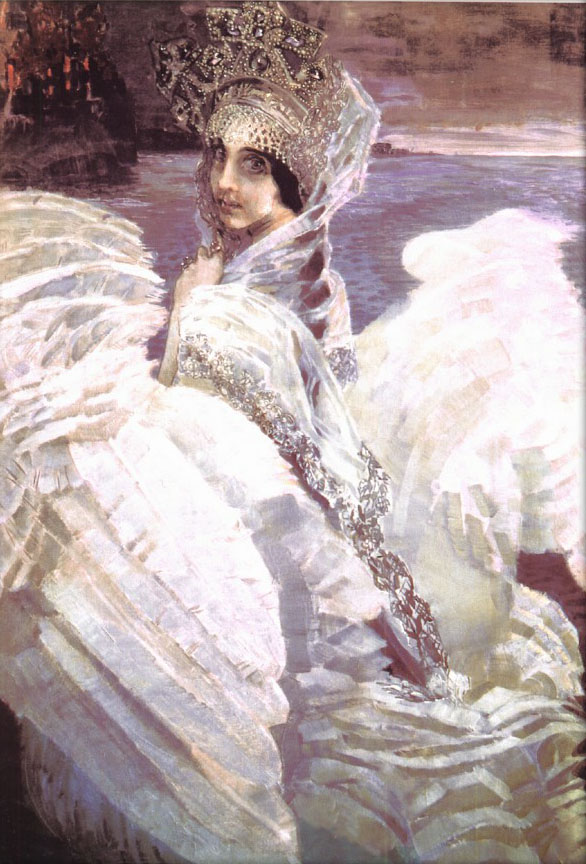
Hattyúhercegnő (1900)
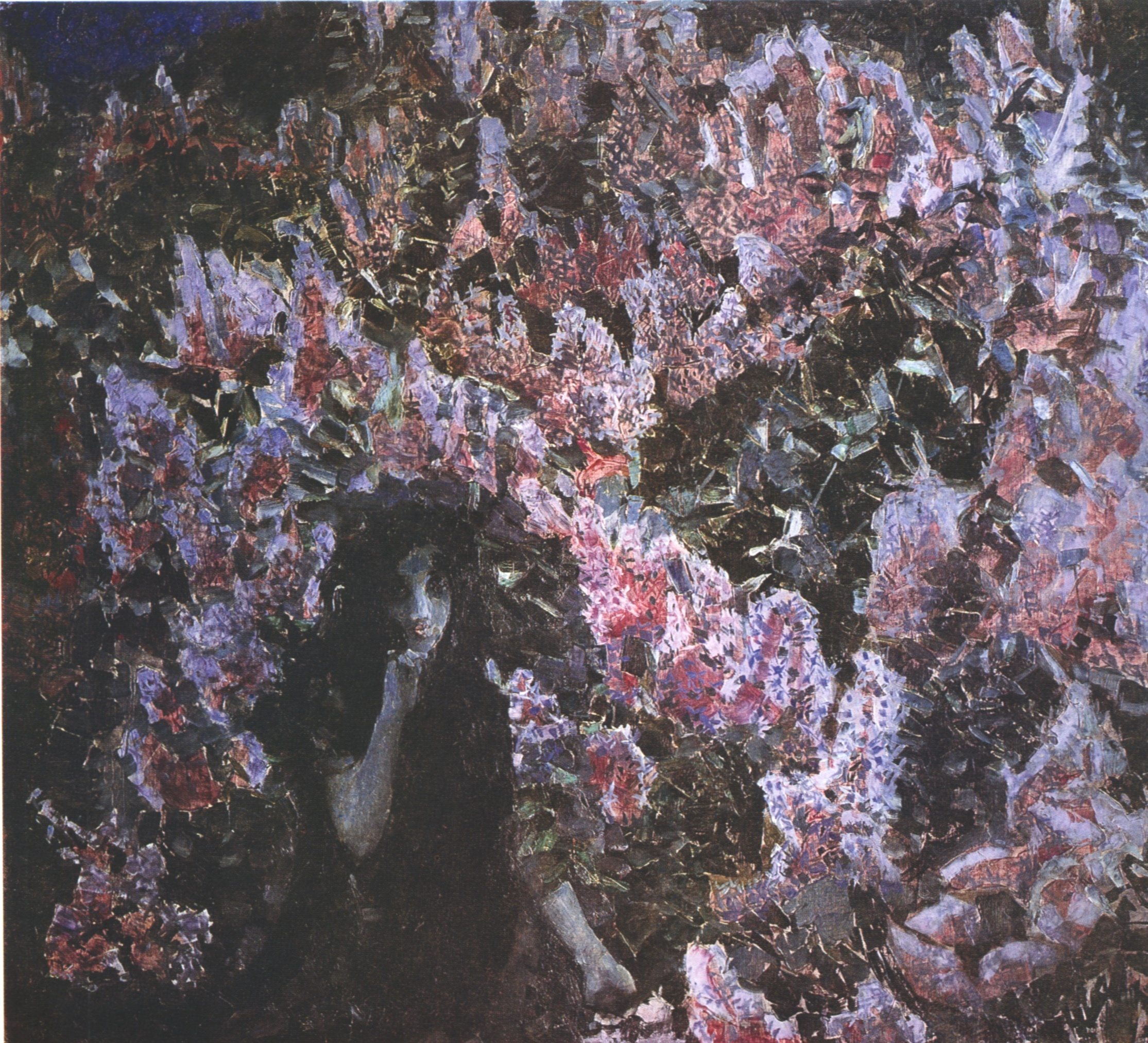
Orgona (1900)
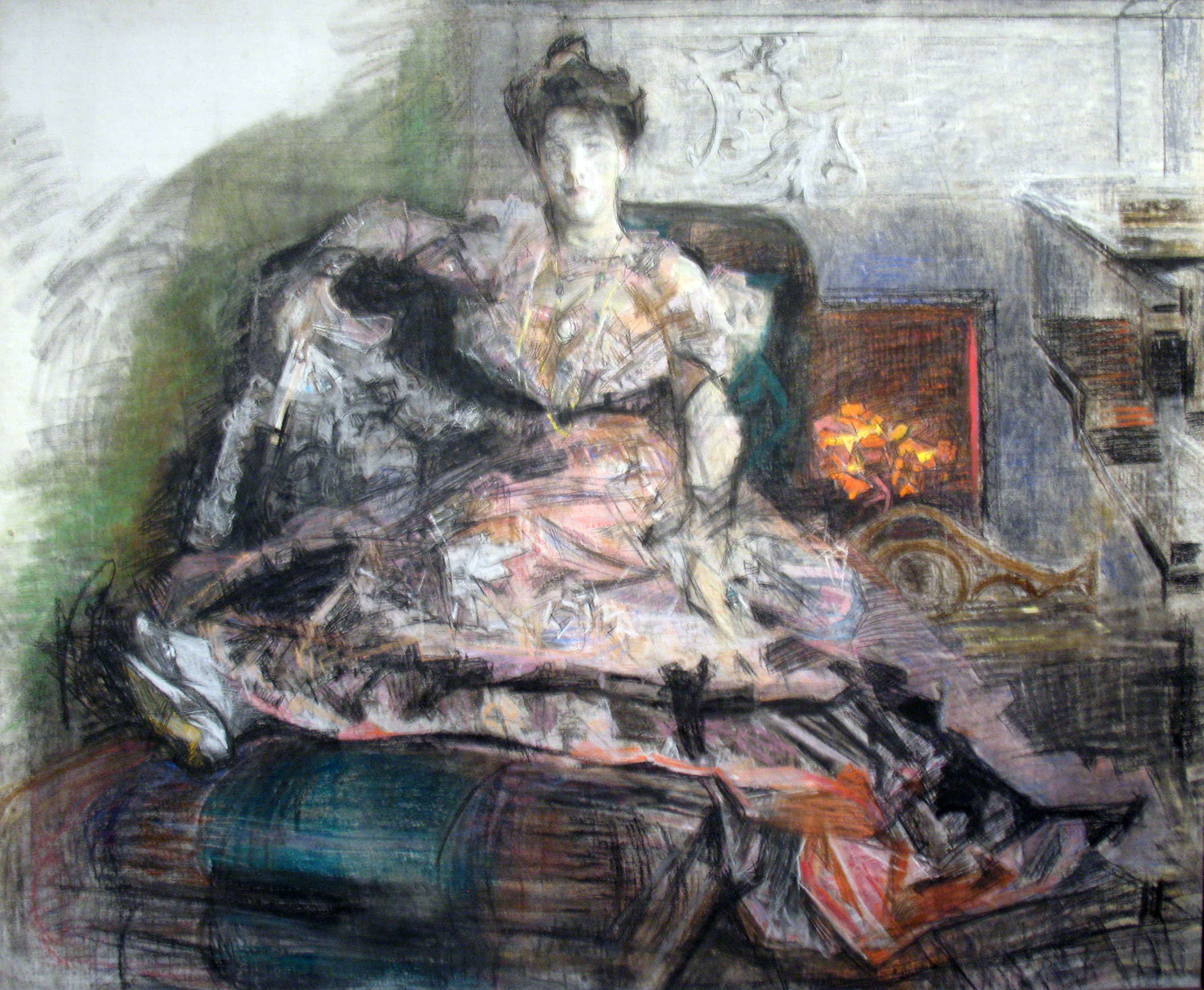
Koncert után (1905)